# Club Atlético River Plate 1937
Questa voce raccoglie le informazioni riguardanti il Club Atlético River Plate nelle competizioni ufficiali della stagione 1937.

## Stagione
Hirschl ottiene il suo secondo titolo argentino consecutivo; la vittoria maturò grazie a diversi risultati positivi ottenuti con largo margine di vantaggio. Il titolo finale arrivò alla penultima giornata con il 6-0 sull'Argentinos Juniors, con tripletta di Moreno, doppietta di Vaschetto e rete finale di Peucelle. La formazione dalla banda rossa registrò il miglior attacco, con 106 gol fatti (a pari merito con l'Independiente seconda classificata), e la seconda miglior difesa, con 43 gol subiti. José Manuel Moreno giunse al secondo posto in classifica marcatori con 32 reti, 15 dietro Arsenio Erico.

## Maglie e sponsor
| Casa | Trasferta |

## Rosa
| N. |                      | Ruolo | Calciatore         |
| -- | -------------------- | ----- | ------------------ |
|    | Argentina (bandiera) | P     | Arsenio López      |
|    | Argentina (bandiera) | P     | Sebastián Sirni    |
|    | Argentina (bandiera) | D     | Joaquín Bezos      |
|    | Argentina (bandiera) | D     | Humberto Coloccini |
|    | Argentina (bandiera) | D     | Alberto Cuello     |
|    | Argentina (bandiera) | D     | Federico Fatecchi  |
|    | Argentina (bandiera) | D     | Ricardo Vaghi      |
|    | Argentina (bandiera) | D     | Luis Vassini       |
|    | Argentina (bandiera) | D     | Aarón Wergifker    |
|    | Argentina (bandiera) | D     | Norberto Yácono    |
|    | Spagna (bandiera)    | C     | Leonardo Cilaurren |
|    | Argentina (bandiera) | C     | Esteban Malazzo    |

| N. |                      | Ruolo | Calciatore            |
| -- | -------------------- | ----- | --------------------- |
|    | Argentina (bandiera) | C     | José Minella          |
|    | Argentina (bandiera) | C     | Bruno Rodolfi         |
|    | Argentina (bandiera) | A     | Agustín Cascio        |
|    | Argentina (bandiera) | A     | Renato Cesarini       |
|    | Argentina (bandiera) | A     | Aristóbulo Deambrossi |
|    | Argentina (bandiera) | A     | Bernabé Ferreyra      |
|    | Argentina (bandiera) | A     | José Manuel Moreno    |
|    | Argentina (bandiera) | A     | Adolfo Pedernera      |
|    | Argentina (bandiera) | A     | Carlos Peucelle       |
|    | Argentina (bandiera) | A     | Luis Rongo            |
|    | Argentina (bandiera) | A     | Gregorio Samaniego    |
|    | Argentina (bandiera) | A     | Eladio Vaschetto      |

## Statistiche

### Statistiche di squadra
| Competizione     | Punti | Totale | Totale | Totale | Totale | Totale | Totale | DR  |
| Competizione     | Punti | G      | V      | N      | P      | Gf     | Gs     | DR  |
| ---------------- | ----- | ------ | ------ | ------ | ------ | ------ | ------ | --- |
| Primera División | 58    | 34     | 27     | 4      | 3      | 106    | 43     | +63 |
| Totale           | -     |        |        |        |        |        |        | -   |